# Robbie McEwen
Robert McEwen (Brisbane, Australia, 24 de junio de 1972) es un exciclista australiano que fue  profesional desde el año 1996 hasta mayo de 2012. Ganó doce etapas y tres clasificaciones por puntos en el Tour de Francia, y triunfó en otras doce etapas en el Giro de Italia.

## Biografía
Si bien en categoría amateur obtuvo la victoria en el Tour de Wellington en 1995, en su paso a profesionales ha destacado como esprínter, con innumerables victorias parciales, siendo poco habitual sus victorias en vueltas por etapas. Robbie es uno de los mejores sprinters de los últimos tiempos, así como Mario Cipollini, Erik Zabel y Alessandro Petacchi; dignos herederos de la corona del gran uzbeko Djamolidine Abdoujaparov.
Es digno de destacar las doce victorias de etapa en el Tour de Francia, incluyendo el maillot verde de los puntos que ha conseguido tres veces y otras doce etapas en el Giro de Italia, entre otros muchos éxitos, en sus más de 110 victorias como ciclista profesional.
Su madurez como ciclista llegó en la época que estuvo en el Lotto-Domo, donde fue un auténtico líder los años que estuvo, siendo uno de los líderes siempre que el equipo acudía al Tour de Francia.Sus victorias de etapa en la ronda gala le llevaron a conseguir el maillot verde de puntos tres veces y vestir durante un día el maillot amarillo de líder.
En 2009, dejó atrás su equipo de los últimos años, para fichar por el nuevo proyecto del equipo ruso, el Katusha. En su primera temporada consigue un triunfo en la Challenge de Mallorca, pero una lesión en la tibia, le impide correr el Tour de Francia. La lesión le obliga a estar fuera del ciclismo durante un mes y le trastoca toda la temporada.
En 2010 comenzó con un triunfo en el Trofeo Palma del Challenge Vuelta a Mallorca pero no logró triunfos ni en el Giro de Italia ni en el Tour de Francia. En el Giro su mejor resultado fue 4.º en la 10.ª etapa y en el Tour culminó 4.º en 5 oportunidades. En agosto se hizo con la 1.ª etapa del Eneco Tour.
Para 2011 se unió al proyecto de equipo australiano Pegasus Sport, pero al negarserle la licencia ProTour y luego Profesional Continental al equipo, McEwen fichó por el Team RadioShack. Una etapa del Tour de Valonia en julio fue la primera victoria de la temporada. Un mes después se confirmó que en 2012 dejaría al RadioShack y competiría por el nuevo proyecto australiano GreenEDGE Cycling Team pero solo la mitad de la temporada, ya que posteriormente abandonaría el ciclismo activo y continuaría ligado al equipo como asesor técnico.
El 20 de mayo de 2012 puso punto final a su carrera deportiva tras correr en el Tour de California.

## Palmarés
| 1994 (como amateur) - 1 etapa del Tour del Porvenir - 3 etapas de la Carrera de la Paz 1995 (como amateur) - Tour de Wellington - 1 etapa del Tour de Tasmania - 3 etapas del Rapport Toer - 1 etapa del Tour del Porvenir - 1 etapa del Regio Tour 1996 - 1 etapa del Viena-Rabenstein-Gresten-Viena - 1 etapa de la Vuelta a Murcia - 1 etapa del Tour de Rhénanie-Palatinat - 1 etapa del Regio-Tour - 1 etapa del Tour del Porvenir - 1 etapa del Herald Sun Tour 1997 - 1 etapa de los Cuatro días de Dunkerque - 1 etapa del Tour de Luxemburgo - 2 etapas de la Vuelta a los Países Bajos 1998 - 1 etapa de la Vuelta a Andalucía - 2 etapas de la Vuelta a los Países Bajos 1999 - 1 etapa de la Ruta del Sur - 1 etapa del Tour de Luxemburgo - 1 etapa del Tour de Francia - 1 etapa de la Vuelta a los Países Bajos - 2 etapas del Herald Sun Tour 2000 - 1 etapa del Tour Down Under - 1 trofeo de la Challenge a Mallorca (Trofeo Cala Millor) 2001 - 1 trofeo de la Challenge a Mallorca (Trofeo Palmanova) - 1 etapa del Tour del Mediterráneo - Circuito de Brabant Wallon - 2 etapas de la Uniqa Classic - 1 etapa del Tour de Valonia - 1 etapa de la Vuelta a los Países Bajos - 2 etapas del Herald Sun Tour 2002 - Campeonato de Australia en Ruta - 4 etapas del Tour Down Under - Estrella de Bessèges, más 1 etapa - 2 etapas de la París-Niza - Scheldeprijs Vlaanderen - 2 etapas del Giro de Italia - 2 etapas del Tour de Francia, más clasificación por puntos - Delta Profronde - París-Bruselas - Circuito Franco-Belga, más 2 etapas - 2.º en el Campeonato Mundial en Ruta 2003 - 1 etapa del Tour Down Under - 1 etapa de la Estrella de Bessèges - A través de Flandes - 2 etapas del Giro de Italia - 1 etapa de la Vuelta a Suiza - 1 etapa del Circuito Franco-Belga | 2004 - 2 etapas del Tour Down Under - Le Samyn - 1 etapa del Giro de Italia - 2 etapas de la Vuelta a Suiza - 2 etapas del Tour de Francia y clasificación por puntos 2005 - Campeonato de Australia en Ruta - 3 etapas del Tour Down Under - 1 etapa del Tour de Catar - 1 etapa de la Vuelta a la Baja Sajonia - 3 etapas del Giro de Italia - 1 etapa de la Vuelta a Suiza - 3 etapas del Tour de Francia - París-Bruselas - Gran Premio de Fourmies - Stadsprijs Geraardsbergen 2006 - 1 etapa del Tour Down Under - Gran Premio Internacional Costa Azul, más 1 etapa - 1 etapa de los Tres Días de Flandes Occidental - 1 etapa del Tour de Romandía - 3 etapas del Giro de Italia - 3 etapas del Tour de Francia, más clasificación por puntos - París-Bruselas - 1 etapa del Herald Sun Tour 2007 - 1 etapa del Tour Down Under - 1 etapa de la Tirreno-Adriático - 1 etapa del Tour de Romandía - 1 etapa del Giro de Italia - 1 etapa de la Vuelta a Suiza - 1 etapa Tour de Francia - 1 etapa del Tour del Benelux - París-Bruselas 2008 - 1 etapa del Tour de Romandía - 2 etapas de la Vuelta a Suiza - Vattenfall Cyclassics - París-Bruselas 2009 - 1 trofeo de la Challenge Vuelta a Mallorca (Trofeo Cala Millor-Cala Bona) - 1 etapa del Tour de Picardie 2010 - 1 trofeo de la Challenge Vuelta a Mallorca (Trofeo Palma de Mallorca) - 1 etapa del Eneco Tour 2011 - 1 etapa del Tour de Valonia - Circuito Franco-Belga, más 2 etapas |

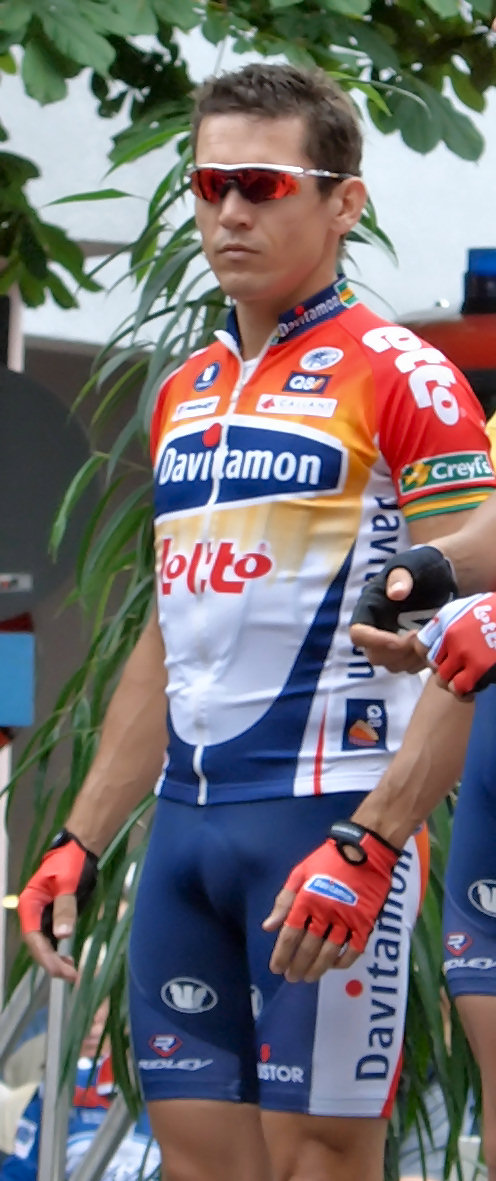
Robbie McEwen.

## Resultados en Grandes Vueltas y Campeonatos del Mundo
| Carrera         | Carrera         | 1996 | 1997  | 1998 | 1999  | 2000  | 2001  | 2002  | 2003  | 2004  | 2005  | 2006  | 2007  | 2008  | 2009 | 2010  | 2011  | 2012 |
| --------------- | --------------- | ---- | ----- | ---- | ----- | ----- | ----- | ----- | ----- | ----- | ----- | ----- | ----- | ----- | ---- | ----- | ----- | ---- |
|                 | Giro de Italia  | —    | —     | —    | —     | Ab.   | —     | Ab.   | Ab.   | Ab.   | Ab.   | Ab.   | Ab.   | Ab.   | —    | Ab.   | F. c. | —    |
|                 | Tour de Francia | —    | 117.º | 89.º | 122.º | 114.º | —     | 130.º | 143.º | 122.º | 134.º | 114.º | F. c. | 119.º | —    | 165.º | —     | —    |
|                 | Vuelta a España | —    | —     | Ab.  | Ab.   | —     | 139.º | —     | —     | —     | —     | F. c. | —     | —     | —    | —     | —     | —    |
| Mundial en Ruta | Mundial en Ruta | —    | —     | —    | —     | —     | —     | 2.º   | —     | —     | 29.º  | 5.º   | —     | Ab.   | —    | —     | —     | —    |

—: no participa
Ab.: abandono
F. c.: fuera de control

## Equipos
- Rabobank (1996-1999)
- Domo-Farm Frites-Latexco (2000-2001)
- Lotto (2002-2008)
  - Lotto-Adecco (2002)
  - Lotto-Domo (2003-2004)
  - Davitamon-Lotto (2005-2006)
  - Predictor-Lotto (2007)
  - Silence-Lotto (2008)
- Team Katusha (2009-2010)
- Team RadioShack (2011)
- Orica-GreenEDGE (2012)[7]